# Liste der Bodendenkmäler in Neubeuern
Auf dieser Seite sind die Bodendenkmäler in dem oberbayerischen Markt Neubeuern zusammengestellt. Diese Tabelle ist eine Teilliste der Liste der Bodendenkmäler in Bayern. Grundlage ist die Bayerische Denkmalliste, die auf Basis des Bayerischen Denkmalschutzgesetzes vom 1. Oktober 1973 erstmals erstellt wurde und seither durch das Bayerische Landesamt für Denkmalpflege geführt wird. Die folgenden Angaben ersetzen nicht die rechtsverbindliche Auskunft der Denkmalschutzbehörde.

## Bodendenkmäler in Neubeuern

### Bodendenkmäler in der Gemarkung Altenbeuern
| Lage                   | Objekt | Akten-Nr.     | Bild                       |
| ---------------------- | --- | ------------- | -------------------------- |
| Altenbeuern (Standort) | Mühlsteinbruch des späten Mittelalters und der Neuzeit. Siehe auch: Mühlsteinbruch Hinterhör | D-1-8238-0188 | Bodendenkmal D-1-8238-0188 |
| Altenbeuern (Standort) | Untertägige mittelalterliche und frühneuzeitliche Befunde und Funde im Bereich der Katholischen Filialkirche Hl. Dreifaltigkeit in Altenbeuern und ihrer Vorgängerbauten mit zugehörigem Friedhof. | D-1-8238-0263 |                            |
| Altenbeuern (Standort) | Hofwüstung des späten Mittelalters und der frühen (Vorderhör). | D-1-8238-0269 |                            |
| Altenbeuern (Standort) | Burgstall des Mittelalters und der frühen Neuzeit (Althaus). Siehe auch: Burgruine Althaus (Altenstein)                                                                                            | D-1-8239-0010 |                            |

### Bodendenkmäler in der Gemarkung Neubeuern
| Lage                 | Objekt | Akten-Nr.     | Bild |
| -------------------- | --- | ------------- | ---- |
| Neubeuern (Standort) | Siedlung der Hallstattzeit. | D-1-8238-0185 |      |
| Neubeuern (Standort) | Siedlung vorgeschichtlicher Zeitstellung sowie untertägige mittelalterliche und frühneuzeitliche Befunde und Funde im Bereich von Schloss Neubeuern und seiner Vorgängerbauten. Siehe auch: Schloss Neubeuern | D-1-8238-0187 |      |
| Neubeuern (Standort) | Untertägige mittelalterliche und frühneuzeitliche Siedlungsteile der historischen Marktsiedlung Neubeuern. | D-1-8238-0261 |      |
| Neubeuern (Standort) | Untertägige mittelalterliche und frühneuzeitliche Befunde und Funde im Bereich der Katholischen Pfarrkirche Mariä Unbefleckte Empfängnis in Neubeuern und ihrer Vorgängerbauten.                              | D-1-8238-0262 |      |
| Neubeuern (Standort) | Untertägige mittelalterliche und frühneuzeitliche Befunde und Funde im Bereich der Marktbefestigung von Neubeuern.                                                                                            | D-1-8238-0297 |      |
| Neubeuern (Standort) | Untertägige spätmittelalterliche und frühneuzeitliche Befunde im Bereich der Siedlungserweiterungen außerhalb der Markbefestigung von Neubeuern.                                                              | D-1-8238-0301 |      |

### Bodendenkmäler in der Gemarkung Roßholzen
| Lage                 | Objekt                                                     | Akten-Nr.     | Bild |
| -------------------- | ---------------------------------------------------------- | ------------- | ---- |
| Roßholzen (Standort) | Siedlung der späten Bronzezeit und frühen Urnenfelderzeit. | D-1-8238-0293 |      |